# Stadiongasse

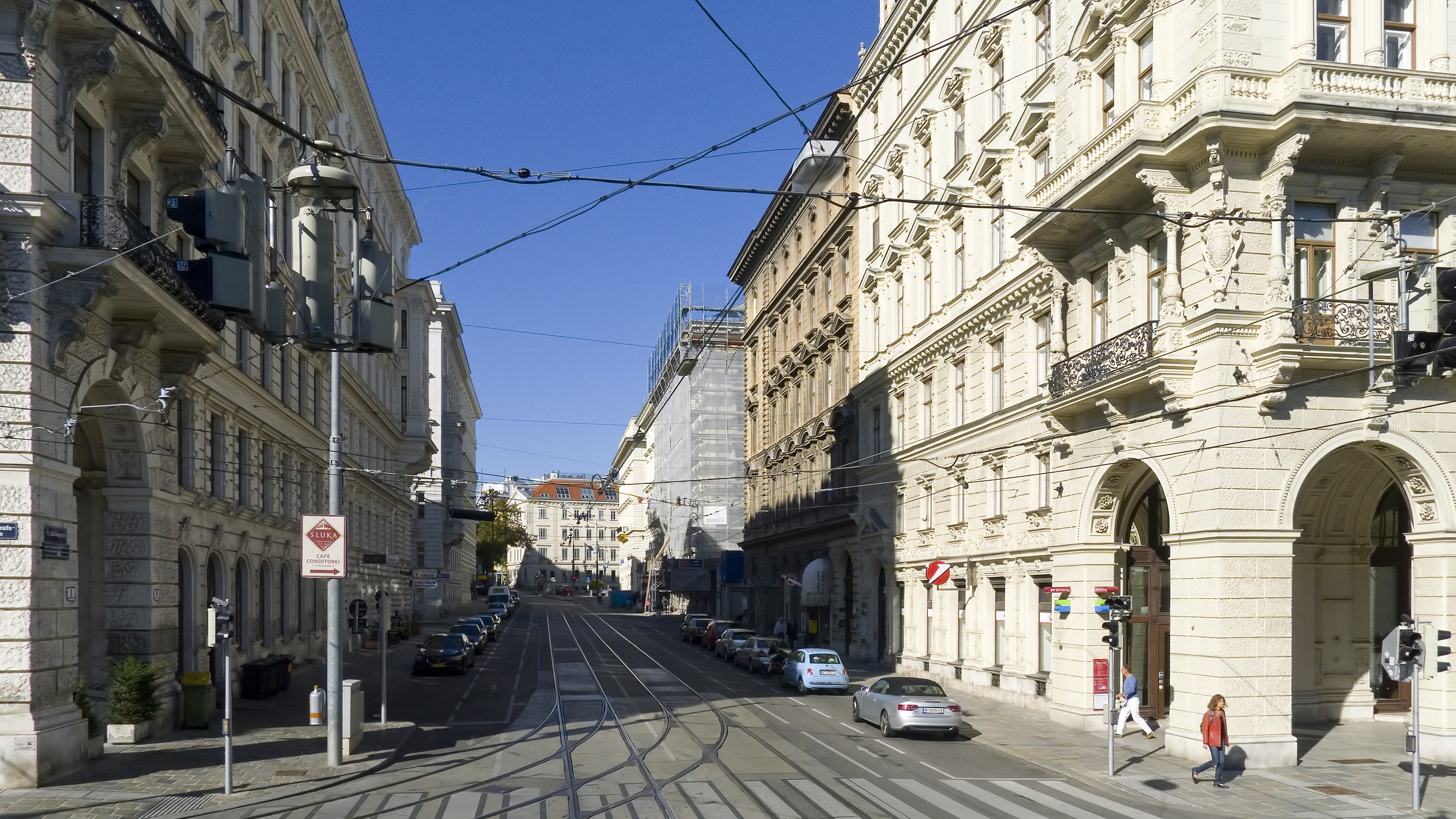
Die Stadiongasse, Blick westwärts, von der Reichsratsstraße zur Zweierlinie

Die Stadiongasse befindet sich im 1. Wiener Gemeindebezirk, der Inneren Stadt. Sie wurde 1874 nach dem Staatsmann Johann Philipp von Stadion benannt.

## Geschichte
Das Gebiet der heutigen Stadiongasse gehörte einst zum Glacis vor den Wiener Stadtmauern und war dann im 19. Jahrhundert Parade- und Exerzierplatz. Im Zuge des Beschlusses, diesen zu verbauen, wurde die Stadiongasse 1874 angelegt und benannt. Sie ist Teil des sogenannten Rathausviertels, eines einheitlich im späthistoristischen Stil gestalteten Gebietes rund um das neue Wiener Rathaus. Eine ebenfalls Stadiongasse benannte Straße im einstigen Wiener Vorort Fünfhaus wurde nach dessen Eingemeindung nach Wien 1890/1892 in Robert-Hamerling-Gasse umbenannt, um Doppelbenennungen innerhalb Wiens zu vermeiden.

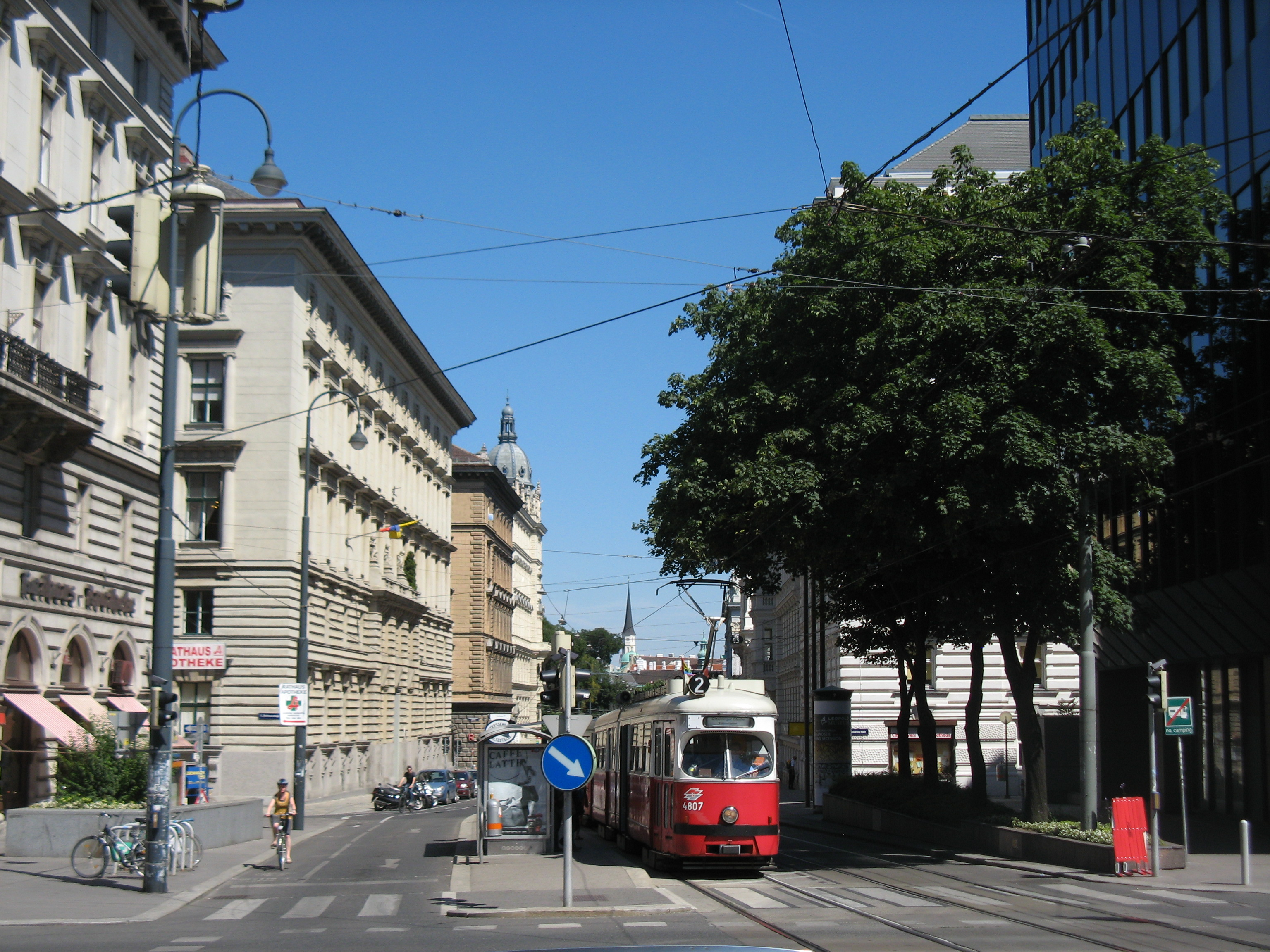
Stadiongasse, Blick ostwärts, von der Zweierlinie zum Ring und zur Altstadt; mit Straßenbahnzug der Linie 2

## Lage und Charakteristik
Die Stadiongasse, die nur drei Häuserblöcke lang ist, verläuft von der südwestlichen Ecke des Rathausplatzes im Osten bis zur Landesgerichtsstraße im Westen und bildet eine Verbindung von der Wiener Ringstraße zur nach der Zweierlinie anschließenden Josefstädter Straße. Die Straßenbahnlinie 2 (früher J) befährt die Stadiongasse in ihrer ganzen Länge und besitzt in der Fahrtrichtung stadtauswärts vor der Landesgerichtsstraße eine Haltestelle. Hier liegt auch einer der Abgänge zur U-Bahn-Station Rathaus der U2. In beiden Richtungen wird die Stadiongasse von Radfahrstreifen gesäumt.
Die Verbauung der Stadiongasse ist einheitlich späthistoristisch erhalten.

## Gebäude

### Nummer 1–3
Der Seiteneingang des Arkadenhauses Reichsratsstraße 7–9, 1883–84 von Franz von Neumann im späthistoristischen Stil erbaut.

### Nummer 2
Das Arkadenhaus wurde 1877–1878 von Friedrich von Schmidt und Franz von Neumann im altdeutschen Stil errichtet. Es war das erste monumentale Arkadenhaus des Rathausviertels. Es befindet sich am Rathausplatz 7–9.

### Nummer 4
Das strenghistoristische Miethaus erbaute 1881–1882 Josef Jähnl. Es ist im typischen Wiener Neorenaissance-Stil errichtet. Hinter dem Holztor verbirgt sich eine pilastergegliederte Einfahrt mit Stuckdecke und Laterne. Im Stiegenhaus findet sich eine bemerkenswerte Skulptur aus dem Jahr 1826, die einen Genius darstellt und von dem Bildhauer Kroma geschaffen wurde.

### Nummer 5
Das Eckhaus zur die Stadiongasse kreuzenden Bartensteingasse errichtete 1885–1886 der Architekt Hermann Krackowizer. Es ist im Stil der Wiener Neorenaissance gestaltet. Die Gliederung der Fassade erfolgt durch einen Eckrisalit mit Erker und einen seichten Mittelrisalit mit korinthischen Riesenpilastern. Die Einfahrt besitzt ebenfalls Pilastergliederung, Ädikulen und Pendentifkuppeln.

### Nummer 6–8

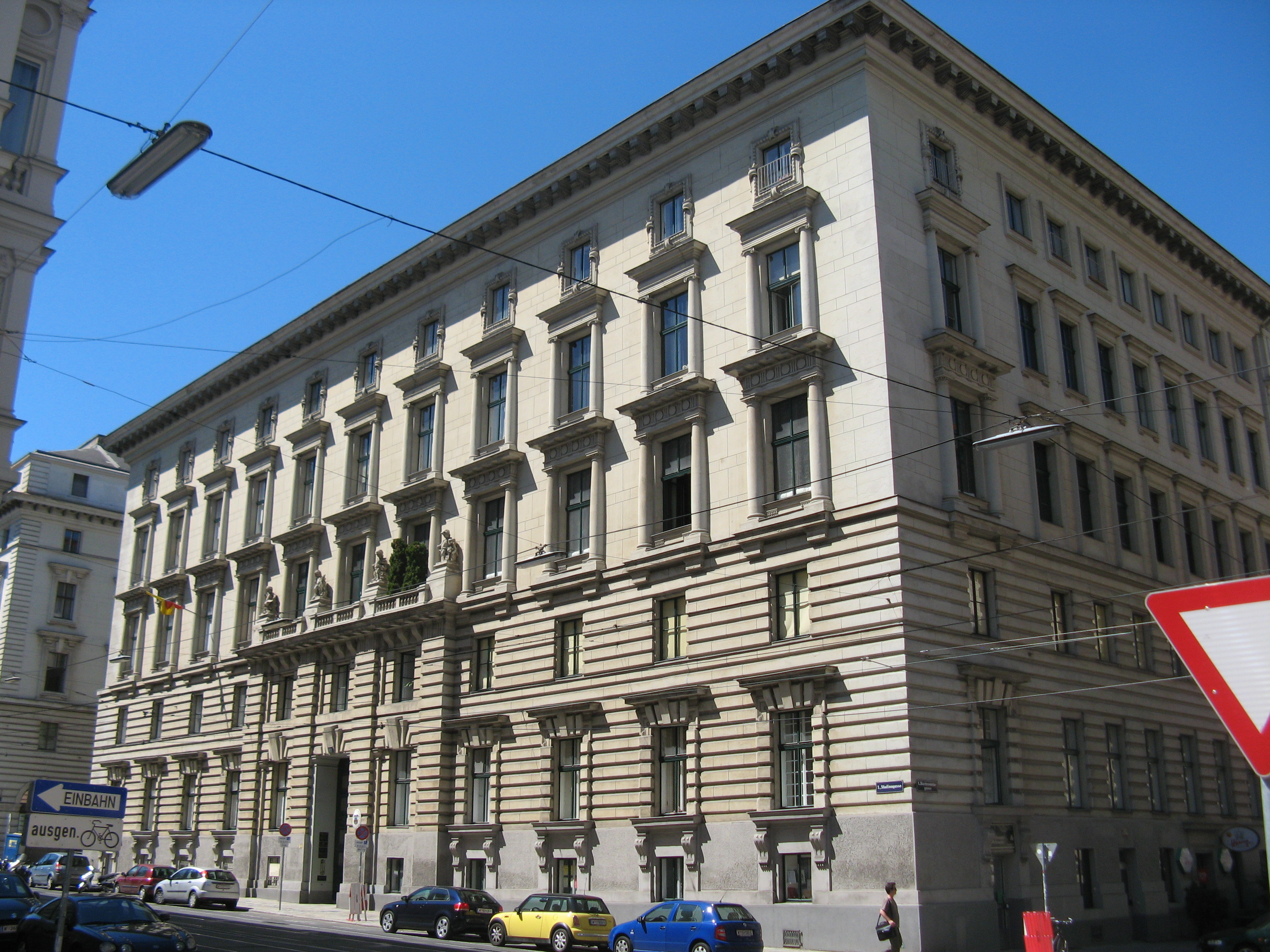
Stadiongasse 6–8 (1882/1883) von Otto Wagner; vorne rechts die Bartensteingasse

Dieses bemerkenswerte, nach drei Seiten freistehende, späthistoristische Gebäude ist ein Frühwerk des Architekten Otto Wagner aus den Jahren 1882–1883. Seine klare und einfache Gliederung weist bereits in die Zukunft. Die zweigeschoßige Sockelzone ist gebändert. Über dem ebenfalls gebänderten Lisenenportal befinden sich vor dem Beletage-Balkon Putten, die Allegorien von Architektur, Theater, Ackerbau und Handel darstellen. Das Vestibül ist dreischiffig durch Säulen gegliedert und besitzt noch eine originale Sitzbank. Im Stiegenhaus befinden sich originale Schmiedeeisen-Fensterdekors, Messingleuchten und im Aufzug Ätzglasverzierungen.
Ein wichtiger Bewohner war der Gynäkologe und Nobelpreiskandidat Hermann Knaus, der dort in den 1950er Jahren seine elegante Privatordination betrieb. 1957–1973 hatte der Fremdenverkehrsverband für Wien hier im Hochparterre rechts seinen Sitz. Heute befindet sich im Gebäude die Botschaft von Kolumbien.

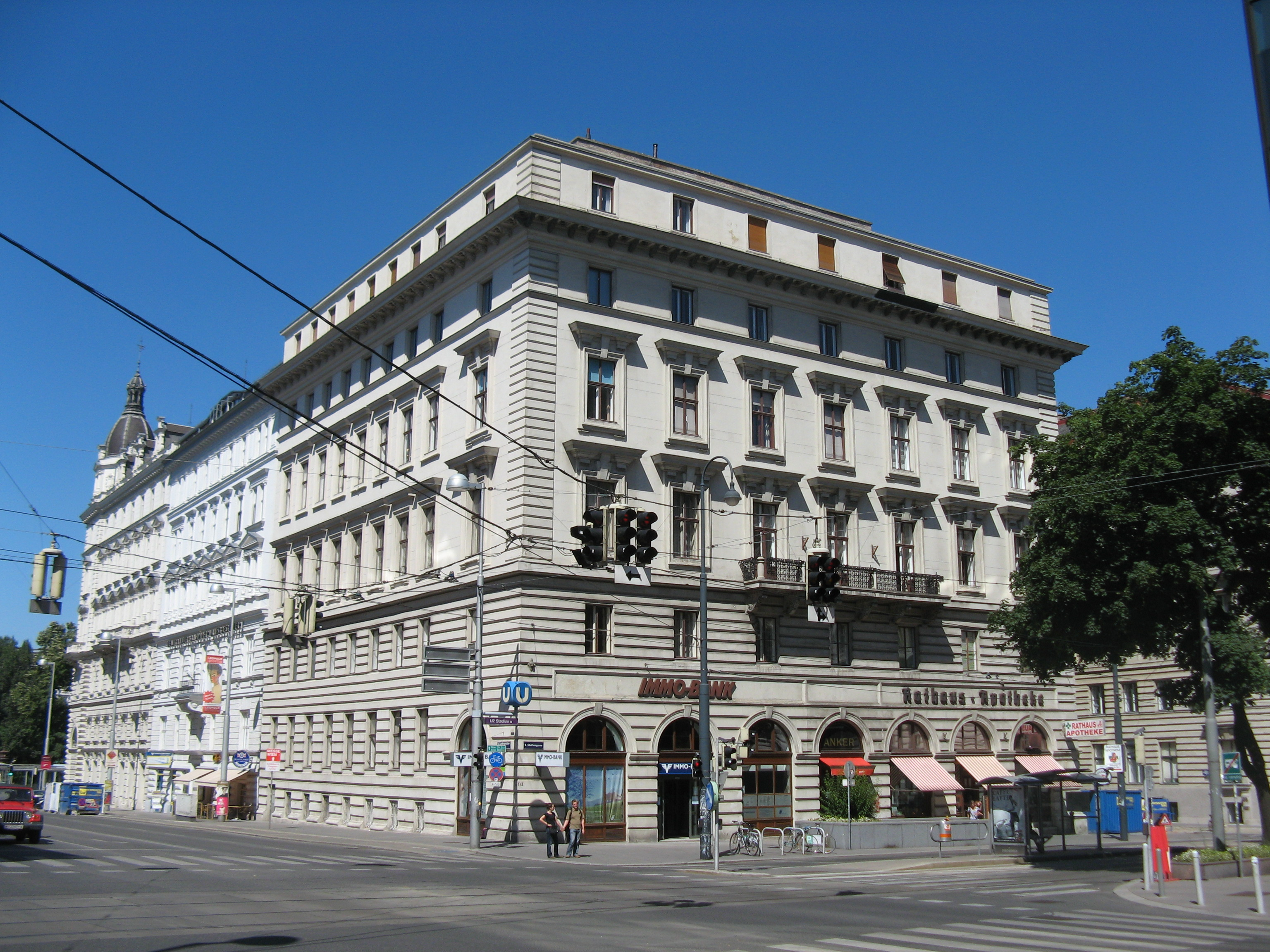
Gebäude Stadiongasse 10 mit Rathaus-Apotheke (1880) von Otto Wagner; links die Zweierlinie

### Nummer 10
Das Gebäude wurde 1880 von Otto Wagner erbaut und 1931–1932 von Carl Kronfuss aufgestockt. Es ist ein bemerkenswertes, nach drei Seiten freistehendes, historistisches Frühwerk des Architekten. Die klare Gliederung tritt durch einen  gebänderten Sockel, gerade verdachte Fenster und einen Konsolbalkon hervor. Die Einfahrt in der Rathausstraße ist pilastergegliedert mit kassettierter Tonne und Deckenlaterne. Das Hoftor ist mit Glasmalerei geschmückt, das Stiegenhaus halbkreisförmig mit Säulenstellungen und bemerkenswertem Schmiedeeisengitter.
Im Erdgeschoß befindet sich die noch original eingerichtete Rathaus-Apotheke. Sie wurde 1885 von Karl Roedig eröffnet. Seit 1918 besaß Robert Kronstein die Apotheke, der sie 1927 in Rathaus-Apotheke umbenannte. Nach erfolgter Arisierung während der nationalsozialistischen Zeit erhielt er sie 1948 wieder zurück. Von ihm übernahm die bisherige Leiterin Irene Pusch die Apotheke 1950 in Pacht und 1955 in ihren Besitz.

### Nummer 11, Amtshaus

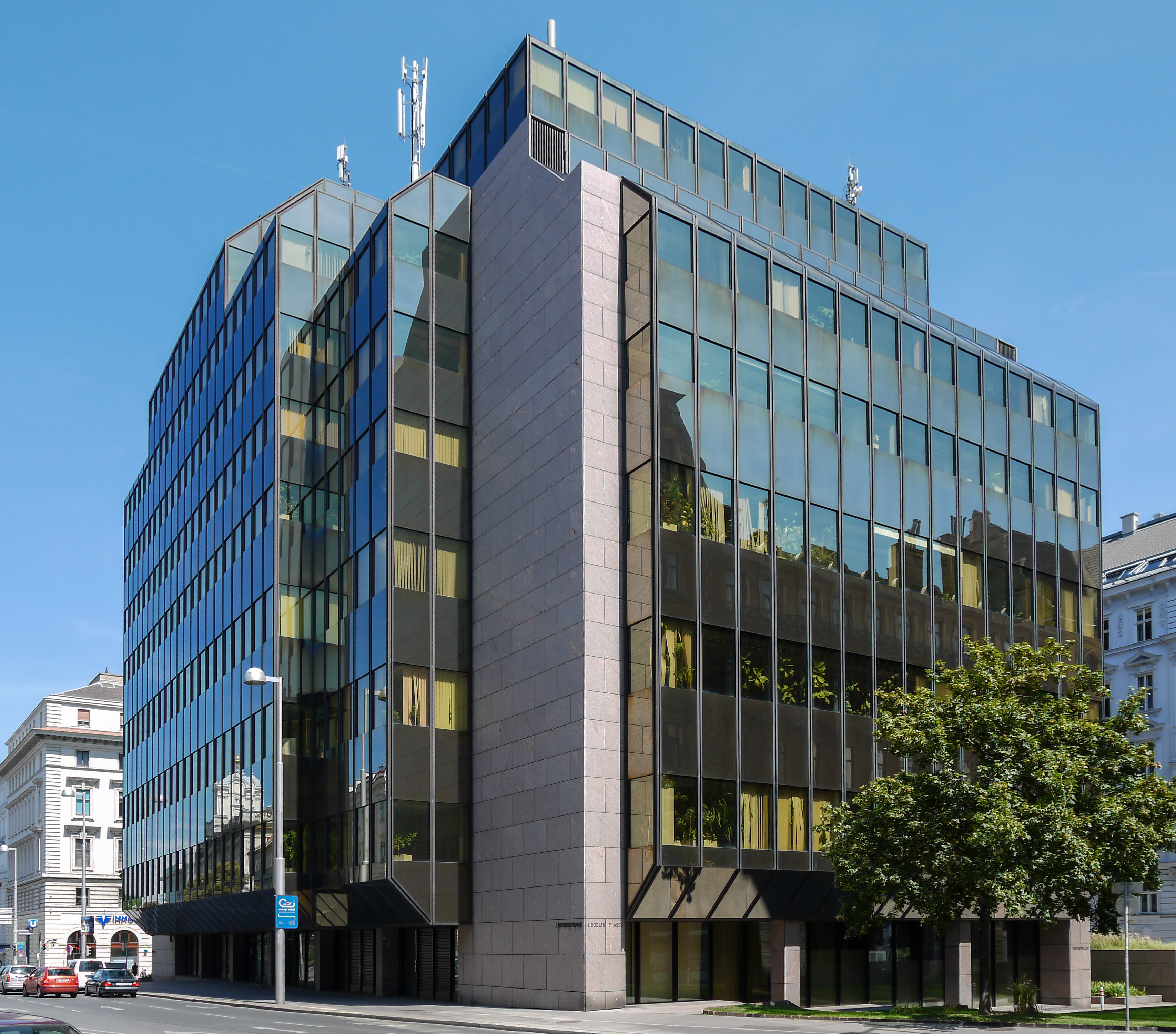
Das 2017 abgerissene ehemalige Rechenzentrum der Stadt Wien an der Ecke Stadiongasse 11 (links) und Auerspergstraße 8 (rechts)

Auf dem Eckgrundstück zur Auerspergstraße 8 (weitere Adressen: Rathausstraße 1, Doblhoffgasse 10) befand sich von 1880 an eine städtische Markthalle (Projektname: Detailmarkthalle am Paradeplatz; die Ortsbezeichnung stammte aus der Zeit des erst 1870 aufgelassenen Exerzier- und Paradeplatzes, auf dem dann das Rathausviertel entstand). Die Halle wurde von Friedrich Paul geplant und wies auf 1840 m² 132 Stände auf.
Nach schweren Kriegsschäden wurde der Bau 1949–1954 von Robert Kotas, dem Hausarchitekten des damals stadteigenen Kinobetreibers Kiba, zum Forum-Kino umgebaut, das lang eines der größten Kinos Wiens war. Hier lief z. B. von Herbst 1966 an über 100 Wochen lang der überaus erfolgreiche Film Doktor Schiwago. 1971 wurde das Kino Standort des jährlichen Filmfestivals Viennale. Ab 1973 wurde der Bau, in dem 1968–1972 auch der Presse- und Informationsdienst der Stadt Wien seinen Sitz hatte, abgerissen.
1976 bis 1980 entstand hier nach Plänen der Architekten Harry Glück, Werner Höfer und Tadeusz Spychała ein Bürokomplex mit Glasfassade, der wie der Vorgängerbau den gesamten Häuserblock einnahm. Er beherbergte das Rechenzentrum der Stadt Wien (Magistratsabteilung 14), das 2013 in den 22. Bezirk übersiedelt wurde. Das Gebäude wurde 2017 / 2018 abgerissen und durch einen Neubau ersetzt. Der Neubau wurde 2021 bezugsfertig.
Das Areal wurde seit dem Bau der Detailmarkthalle auch mit der Adresse Landesgerichtsstraße 2 (statt Auerspergstraße 8) geführt; in einem weit verbreiteten Buchplan war dies bis 2016 der Fall. Im elektronischen Plan der Stadtverwaltung besteht Nr. 2 aber nicht mehr.